# Muscimol
Muscimol (také známý jako agarin či pantherin) je hlavní psychotropní alkaloid obsažený v muchomůrce červené a příbuzných druzích. Muscimol funguje jako velice silný GABAA agonista, společně s kyselinou ibotenovou, která je NMDA agonista, navozuje stavy podráždění, později útlum s pestrými halucinacemi, který se může vystupňovat až v komatosní stav. Intoxikace samotným muscimolem má velice sedativní průběh, doprovázený „pohádkovými“ pocity. V menších dávkách pomáhá např. proti nespavosti a depresím. Ve vyšších dávkách může intoxikovaný však dostat „bad trip“.
V čistém stavu je muscimol bezbarvá nebo bílá pevná látka bez zápachu, avšak velice hořké chuti. Řadí se mezi isoxazoly. Muscimol může vznikat dekarboxylací kyseliny ibotenové, která se v laboratoři dá provést přivedením roztoku kyseliny ibotenové k varu po dobu několika hodin s rekondenzací par či doplňováním rozpouštědla.
Tato reakce probíhá při sušení muchomůrek.
Pokud jedinec sní čerstvou muchomůrku, tak se v jeho těle odehraje stejná reakce a později vyloučí muscimol močí.